# Prostitución en Burundi
La prostitución en Burundi es ilegal, pero es habitual y va en aumento. Es frecuente en todas las zonas del país, y especialmente en la ciudad más grande (y antigua capital), Buyumbura, y antes de la crisis de seguridad de 2015, en las zonas turísticas alrededor del lago Tanganica. ONUSIDA calcula que hay más de 51 000 prostitutas en Burundi. Muchas mujeres han recurrido a la prostitución debido a la pobreza.
Anteriormente, las fuerzas del orden apenas se esforzaban por frenar la prostitución. Las presiones políticas, incluidas las del alcalde de Buyumbura, Freddy Mbonimpa, han llevado a la adopción de medidas enérgicas en todo el país.
El VIH, el tráfico sexual y la prostitución infantil son problemas en el país.

## VIH
Como en otros países del África subsahariana, el VIH es un problema en Burundi. Las trabajadoras del sexo son uno de los grupos de alto riesgo. El Segundo Proyecto Multisectorial de Burundi contra el VIH, financiado por el Banco Mundial, se desarrolló entre 2008 y 2011 y trabajó para aumentar la disponibilidad y el uso de los servicios preventivos para los grupos de alto riesgo. Las tasas de prevalencia del VIH entre las trabajadoras del sexo han descendido del 38 % en 2007 al 21 % en 2016.

## Tráfico sexual
Burundi es un país de origen de niños y, posiblemente, de mujeres víctimas de la trata con fines sexuales. Debido a una compleja crisis política, económica y de seguridad en 2015, el frágil entorno económico y de seguridad de Burundi creó una oportunidad para que los delincuentes, incluidos los traficantes, se aprovecharan de los burundeses en situación precaria o desesperada. Hay pocos datos oficiales disponibles sobre los abusos cometidos contra los aproximadamente 60 000 desplazados internos de Burundi, el 60& de los cuales son menores de 18 años y son muy vulnerables a la explotación. Entre abril y diciembre de 2015, aproximadamente 70 000 refugiados burundeses huyeron a Ruanda, lo que contribuyó a un aumento de la trata sexual infantil de hombres y mujeres refugiados en Ruanda. Las niñas refugiadas burundesas residentes en el campo de refugiados de Kigeme, en Ruanda, al parecer fueron explotadas en el tráfico sexual en ciudades cercanas.
Al parecer, entre los traficantes se encuentran familiares, vecinos y amigos de las víctimas, que las reclutan bajo falsos pretextos para explotarlas en trabajos forzados y trata con fines sexuales. Los niños son reclutados fraudulentamente en las zonas rurales para trabajos domésticos y posteriormente explotados en el tráfico sexual, incluso en Bujumbura. Las mujeres ofrecen a las niñas vulnerables alojamiento y comida en sus casas, empujando finalmente a algunas a la prostitución para pagar los gastos de manutención. Estos burdeles se encuentran en las zonas más pobres de Bujumbura, a lo largo del lago, en las rutas de camiones y en otros centros urbanos como Ngozi, Gitega y Rumonge. 
Algunas niñas huérfanas son explotadas en el tráfico sexual, con varones que actúan como sus facilitadores, para pagar la escuela, la comida y el alojamiento. Las mujeres encarceladas facilitan el comercio sexual entre presos varones y niños detenidos dentro del sistema penitenciario burundés. Hombres de África Oriental y Oriente Medio, así como empleados del gobierno burundés, incluidos profesores, policías y gendarmes, militares y funcionarios de prisiones, se encuentran entre los clientes de niñas burundesas en el tráfico sexual infantil. Los empresarios reclutan a niñas burundesas para explotarlas en el tráfico sexual en Buyumbura, así como en Ruanda, Kenia, Uganda, y Oriente Medio. En 2015, funcionarios ruandeses y ONG internacionales y locales informaron de que niñas refugiadas burundesas eran explotadas en el tráfico sexual en Uganda tras transitar por Ruanda.
En 2017, la Oficina de Vigilancia y Lucha contra la Trata de Personas del Departamento de Estado de los Estados Unidos clasificó a Burundi como país de "nivel 3".